# Oborová zdravotní pojišťovna zaměstnanců bank, pojišťoven a stavebnictví
Oborová zdravotní pojišťovna zaměstnanců bank, pojišťoven a stavebnictví (zkratka OZP) je česká zdravotní pojišťovna, její kód je 207. OZP je třetí největší zaměstnaneckou pojišťovnou v České republice. V roce 2022 měla 760 tisíc klientů. Je členem Svazu zdravotních pojišťoven ČR.